# Jošinori Taguči
Jošinori Taguči (japonsky 田口 禎則, * 14. září 1965) je bývalý japonský fotbalista.

## Klubová kariéra
Hrával za Yokohama Flügels, Sanfrecce Hiroshima a Urawa Red Diamonds.

## Reprezentační kariéra
S japonskou reprezentací se zúčastnil Mistrovství Asie ve fotbale 1988.